# معركة بني جعد (1845)
معركة بني جعد أو معركة برج الخروب في نوفمبر 1845م شملت أرجاء الجنوب الشرقي لمدينة الجزائر في منطقة البويرة ضمن منطقة القبائل.

## معركة سيدي إبراهيم
كان لانتصار الأمير عبد القادر في معركة سيدي إبراهيم بتاريخ 23 إلى 26 سبتمبر 1845م وقع إيجابي كبير على المقاومين الجزائريين.
فهذه المعركة التي دامت ثلاثة أيام وثلاث ليال أدت إلى قتل 368 جنديا فرنسيا في منطقة سيدي إبراهيم بتلمسان.
وبعد انتشار أخبار هذا النصر المبين، تشجع الزواوة في منطقة القبائل على الهجوم على قوات الجنرال بيجو التي اقتربت من عاصمة «مقاطعة الجبال» في «برج حمزة» ضمن إقليم البويرة.

## معركة برج الخروب

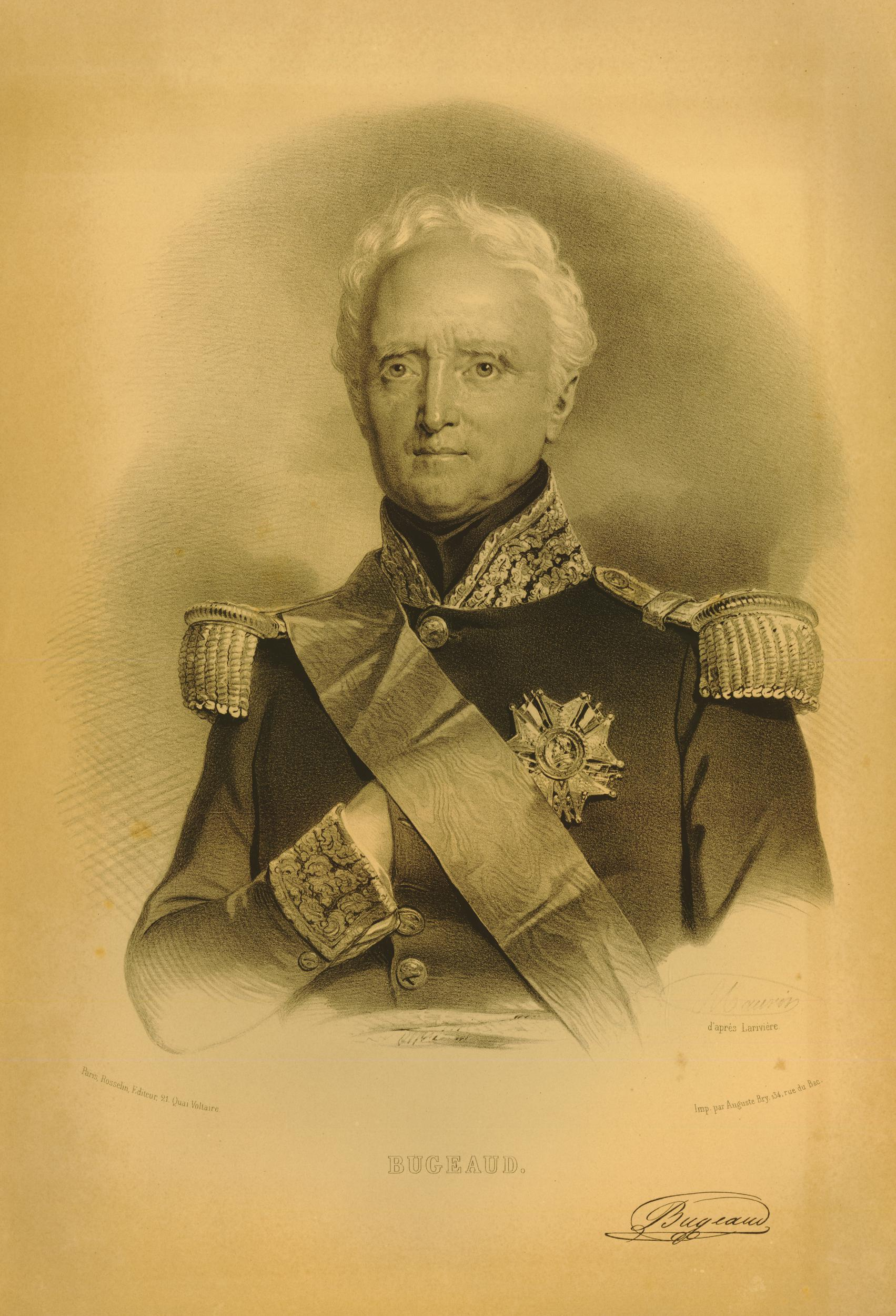
الجنرال بيجو

قام الخليفة «أحمد بن سالم» بقيادة مقاتلي «بني جعد» في هجوم على القوات الفرنسية بتاريخ 22 نوفمبر 1845م حينما كانت تهم بمغادرة مخيمها.
وكانت هذه القوات تحت قيادة الجنرال داربوفيل قد أمضت كل يوم 21 نوفمبر 1845م في منطقة «برج الخروب».
إلا أن هذا الهجوم كان مباغتا على الفرنسيين لأن «بني جعد» تظاهروا قبل ذلك بالتعاون مع الجنرال داربوفيل داخل مخيمه من خلال توفير القمح والشعير لجنوده وخيوله.
وجاء هذا الهجوم بقيادة أحمد بن سالم المنحدر من قبيلة «بني جعد» التي له نفوذ كبير عليها، وذلك بعد عودته متشجعا بانتصار الأمير عبد القادر في «معركة سيدي إبراهيم» لمواجهة الفرنسيين بقوات جديدة.
وبعد أن تم صد هجوم «بني جعد» عبر التحام جسدي في الدروب الوعرة للمنطقة، قام الفرنسيون بالانتقام من الأهالي من خلال إحراق قراهم وقتل الكثير منهم.
ثم انتقلت قوات الجنرال داربوفيل إلى منطقة «سوق الاثنين» لإقامة مخيم فيها، أين استقبل بعض «الدواوير» التي قدمت إليه للاستسلام والخضوع.
وكانت بعض جيوب المقاومة الجزائرية لا تزال تحيط بالفرنسيين بالإضافة إلى سوء الأحوال الجوية، كما أن المتعاونين مع فرنسا كانوا مذعورين والخليفة العميل «بن محي الدين» يحزم أمتعته للهروب نحو مدينة الجزائر.
وحينما تم إخبار الجنرال بودو بما يحدث في منطقة «بني جعد»، وهو الذي كان في جنوب التيطري، أقبل بسرعة كبيرة رفقة كتيبتين انطلاقا من بوغار في 9 ديسمبر 1845م.
فوصل الجنرال بودو بعد يومين من السير في 11 ديسمبر 1845م إلى «برج حمزة» لينطلق منه في عمليات تصفية جيوب المقاومة المحلية.
وما بين 16 و18 ديسمبر 1845م، قام الفرنسيون رغم الأحوال الجوية المتقلبة بالانتصار الكلي على المتمردين الجزائريين، ليتم بعد ذلك سلب ممتلكات الفرقتين المتمردتين الأساسيتين من «بني جعد» من طرف الغومية التابعين للخليفة العميل «بن محي الدين».
وبعد هذه النكسة الكبيرة، فر أحمد بن سالم مع كبار معاونيه والفرسان نحو جبال جرجرة إثر خسارته كثيرا من جنوده وممتلكات قبيلته، واستقر في منطقة أيت بوعدو في واضية على السفح الشَّمالي من جرجرة.

## استسلام بني جعد
اضطرت قبائل «بني جعد» إلى الاستسلام بعد هذه الهزيمة، فالتحق مقاوموهم وفرسانهم بأيت بوعدو لمؤازرة «أحمد بن سالم».
وكان هذا الاستسلا م بتاريخ 23 ديسمبر 1845م.